# Massoud Pezechkian
Massoud Pezechkian (en persan : مسعود پزشکیان), né le 29 septembre 1954 à Mahabad, dans la province  d'Azerbaïdjan occidental, est un chirurgien et homme d'État iranien, président de la république islamique d'Iran depuis le 28 juillet 2024.

## Biographie

### Formation et carrière universitaire
Massoud Pezechkian est né d'une mère kurde iranienne et d'un père azéri d'Iran. Après avoir obtenu son diplôme d'études secondaires en 1973, il est envoyé à Zabol pour effectuer son service militaire. Il s'y découvre un intérêt pour la médecine. En 1975, il obtient un diplôme en sciences expérimentales et, en 1976, il est accepté en médecine à l'université des sciences médicales de Tabriz (en). Selon ses propres dires, il est à l'origine de l'imposition du port du voile dans les universités et les hôpitaux iraniens, au début de la révolution, alors que celui-ci n'était pas encore officiellement obligatoire.
Il étudie la médecine et sert comme combattant et comme médecin lors de la guerre Iran-Irak (1980-1988). Il termine sa formation en médecine générale en 1985 et commence à enseigner la physiologie. Après la guerre, il étudie la chirurgie à l'université de Tabriz et se spécialise dans la chirurgie cardiaque à l'université de Téhéran. Devenu un spécialiste dans ce domaine, Pezechkian est président de l'université de sciences médicales de Tabriz de 1994 à 1999.
Marié à une gynécologue, avec qui il a quatre enfants, il perd sa femme et l'un de leurs enfants dans un accident de voiture, en 1993.
Outre le persan, il parle couramment le kurde, l'azéri, ainsi que l'arabe et l'anglais.

### Carrière politique de 1997 à 2024

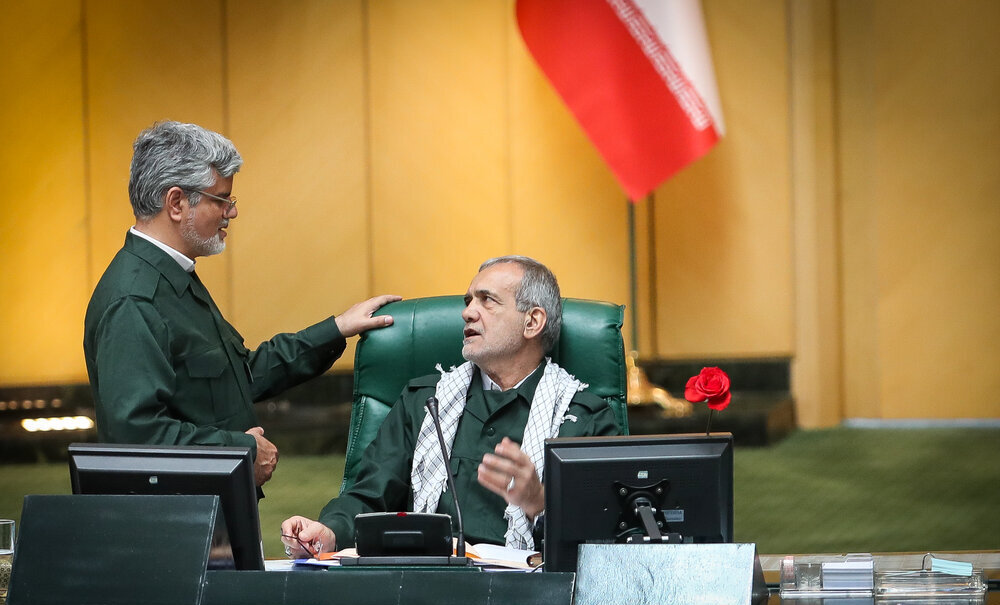
assis, Pezechkian et Mahmoud Sadeghi en uniforme des gardiens de la révolution, debout, 2019.

Massoud Pezechkian commence sa carrière politique quand il rejoint le gouvernement de Mohammad Khatami en tant que vice-ministre de la Santé en 1997. Il devient ensuite ministre de la Santé en 2001, poste qu'il occupe jusqu'en 2005. Il est élu à l'Assemblée consultative islamique comme député de Tabriz. Il est élu à cette fonction pendant cinq mandats et occupe même le poste de vice-président de l’Assemblée.
Il est un soutien du corps des gardiens de la révolution islamique, mais c'est aussi un critique du pouvoir. Il affiche son opposition à la manière de traiter les manifestants lors de l'élection présidentielle de 2009 ainsi que lors de la répression des manifestations de 2017 et 2018. Il se montre ouvert aux revendications du mouvement Femme, Vie, Liberté. Il est également favorable à l'utilisation des langues et des littératures régionales dans les médias et dans l'enseignement.
Il se présente à l'élection présidentielle en 2013 puis en 2021. À la seconde, il est disqualifié par le Conseil des gardiens de la Constitution en raison de son soutien aux manifestations contre le résultat des élections contestées de 2009.

### Élection présidentielle de 2024
Après la mort accidentelle du président Ebrahim Raïssi, Massoud Pezechkian se présente à l'élection présidentielle anticipée de 2024, où il est le seul des candidats autorisés par le Conseil des Gardiens à être considéré comme « réformateur, ». Un sondage le place en tête des intentions de vote,. Il termine en effet en tête au premier tour de l'élection devant l'ultraconservateur Saïd Jalili. Au second tour, il est élu président de la République en obtenant 54,76 % des voix contre 45,24 % des voix à son adversaire. Âgé de 69 ans, il est la personne la plus âgée jamais élue à cette fonction.
L’une de ses filles, Zahra, est présente tout au long de la campagne présidentielle aux côtés de son père. Cette titulaire d’une maîtrise en chimie est considérée comme sa conseillère politique.
Son investiture, initialement prévue pour le 4 ou 5 août, est finalement fixée au 30 juillet,.

### Président de la République
Massoud Pezechkian est officiellement investi président de la république islamique d'Iran par le Guide suprême Ali Khamenei le 28 juillet 2024, avant de prêter serment devant le Parlement le 30 juillet suivant, succédant indirectement à Ebrahim Raïssi, mort accidentellement, et à Mohammad Mokhber, qui exerce la fonction par intérim. Il nomme Mohammad-Reza Aref premier vice-président de la république.
Partisan d’un Iran plus ouvert à l’Occident, Massoud Pezechkian s’est notamment engagé à négocier directement avec les États-Unis afin de relancer les pourparlers autour du nucléaire, stoppés depuis 2018. Il se montre aussi hostile à la police de la moralité. Néanmoins, ses marges de manœuvre politique sont jugées comme étant « extrêmement réduites », la réalité du pouvoir se trouvant en Iran dans les mains du Guide de la révolution et de son « cabinet noir ». Par ailleurs, le parlement reste entièrement dominé par les députés conservateurs. De plus, son statut de réformateur est contesté.

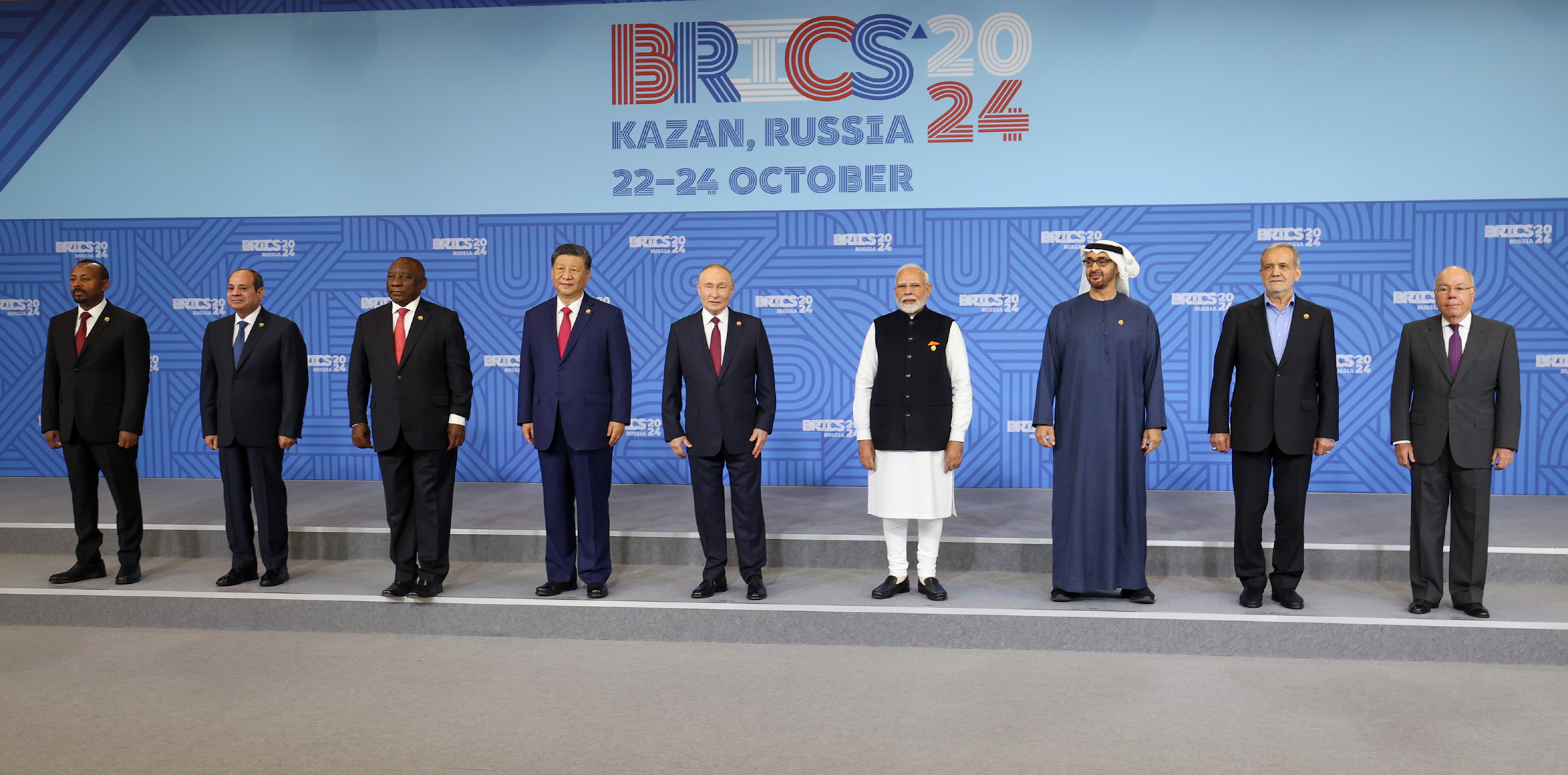
16e sommet des BRICS a Kazan le 23 octobre 2024

Le 31 juillet 2024, dans le contexte de la guerre de Gaza débutée en octobre 2023, Ismaël Haniyeh, chef du bureau politique du Hamas, qui se trouvait à Téhéran pour assister à l'investiture de nouveau président iranien Massoud Pezechkian, est tué par un engin explosif dans une résidence des vétérans des gardiens de la révolution où il logeait,. Israël est immédiatement suspecté d'avoir organisé cette élimination. Les funérailles officielles d'Haniyeh ont eu lieu le lendemain 1er août à l'université de Téhéran, en présence de Khamenei et de Pezechkian.
Le 16 septembre 2024, deux ans après la mort de Mahsa Amini et les manifestations consécutives, il réitère sa promesse électorale de retirer la police des mœurs des rues du pays.
Lors d’un discours à Téhéran, alors que des négociations sur le programme nucléaire iranien sont en cours avec Washington, il accuse le président des États-Unis Donald Trump de parler de paix tout en menaçant « avec les outils les plus avancés de tuerie de masse ». En juin 2025, l'Iran est bombardé par Israël.